# Phyllonoma
Phyllonoma je jediný rod čeledi Phyllonomaceae vyšších dvouděložných rostlin z řádu cesmínotvaré (Aquifoliales). Jsou to dřeviny s jednoduchými střídavými listy a pravidelnými květy. Květenství vyrůstají ze střední žilky na líci listové čepele. Plodem je bílá bobule. Rod zahrnuje 4 druhy a vyskytuje se v horách Latinské Ameriky.

## Popis
Zástupci rodu Phyllonoma jsou pozemně i epifytně rostoucí keře a malé stromy s jednoduchými střídavými listy s drobnými palisty. Květenství se podobně jako u rodu Helwingia vyvíjí ze střední žilky na horní straně listové čepele. Květy jsou oboupohlavné, pravidelné, jen 2 až 4 mm velké, pětičetné. Kališní i korunní lístky jsou volné. Koruna je zelenavá, žlutozelená nebo červenavá. Tyčinek je 5. Semeník je spodní, srostlý ze 2 plodolistů, s jedinou přihrádkou s několika vajíčky. Plodem je kulovitá a za zralosti bílá bobule, obsahující až 6 semen.

## Rozšíření
Rod zahrnuje 4 druhy, vyskytující se v horách Střední a Jižní Ameriky od Mexika po Kolumbii a severozápadní Bolívii. Rostou v mlžných lesích v nadmořské výšce 1000 až 3000 m.

## Taxonomie
Podle současných molekulárních studií je tento rod příbuzný s čeledí cesmínovité (Aquifoliaceae) a rodem Helwingia. V dřívějších systémech byl řazen do čeledi meruzalkovité (Grossulariaceae) (Cronquist), případně v samostatné čeledi v rámci řádu Hydrangeales (Tachtadžjan).

## Využití
Využití není známo, velmi neobvyklý růst květenství z líce listové čepele činí tyto dřeviny zajímavé pro sbírky botanických zahrad.